# Нортгемптон (Массачусетс)
Нортге́мптон (англ. Northampton) — главный город округа Хампшир (англ. Hampshire), штат Массачусетс, США. Располагается на берегах реки Коннектикут, на западе штата. Поселение Нортгемптон было основано в 1654 году.

## Население
Согласно переписи 2000 года, в городе проживает 28 978 человек. Плотность населения — 324,7/км².
Город по расам: 90,01 % белых, 3,13 % азиатов, 2,08 % афроамериканцев, 0,30 % коренных американцев, 0,05 % жителей островов, 2,41 % других рас и 2,03 % людей со смешанными расами. Латиноамериканцев или выходцев из Латинской Америки — 5,24 % населения.

## Известные жители
- Сенда Беренсон — спортивный теоретик, основательница женского баскетбола.
- Калвин Кулидж — 30-й президент США (был мэром Нортгемптона).
- Курт Воннегут — американский писатель.
- Мэри Эллен Чейз (1887—1973), американский писатель, учёный и педагог.
- Лаура Скейлс — педагог и долгожитель.